# 香杨
香杨（学名：Populus koreana）是杨柳科杨属的植物。分布在俄罗斯东部、朝鲜以及中国大陆的辽宁、黑龙江、吉林等地，生长于海拔400米至1,600米的地区，目前尚未由人工引种栽培。

## 别名
大青杨（东北）

## 异名
- Populus koreana Rehd. f. acuminatifolia C. Wang et Tung